# The Blue Racer
The Blue Racer (La Pícara Viborita en Latinoamérica y España) es una serie de 17 dibujos animados teatrales producidas en 1972-1974 creado por Friz Freleng y David DePatie.

## Producción
Las caricaturas son dirigidos por Art Davis, Gerry Chiniquy, Sid Marcus, Bob McKimson, David Deneen, Bob Balser, Cullen Houghtaling y producido por David H. DePatie y Friz Freleng. La mayoría de los dibujos animados estaban animados en el estudio de DePatie-Freleng, a excepción de dos producidos en el extranjero: Aches and Snakes en Australia en Filmgraphics studio y Little Boa Peep en España en Pegbar Productions.

## Historia
Una serpiente rápida de color azul llamada Blue Racer (voz por Larry D. Mann) intenta, sin éxito, para coger un escarabajo estereotipada-japonesa (voz por Tom Holland), que es un cinturón negro en karate. Ambos personajes escindió de Tijuana Toads en "Hop and Chop" (El escarabajo japonés) y "Snake in the Gracias" (the Blue Racer). El pájaro torpe de Tijuana Toads (Piernas Locas Crane, que también fracasado repetidamente en atrapara Blue Racer y las ranas por sí mismo) también apareció más tarde en la serie también. Se produjeron 17 caricaturas.

## Producción
- Bob Holt fueron las voces de Blue Racer y el Escarabajo Japonés en la caricatura de 1972 Support Your Local Serpente.
- En las caricaturas de 1973, el escarabajo japonés ya no apareció en la serie haciendo el corto 1972 'Blue Racer Blues su última aparición.

## Filmografía
Todas las caricaturas escritas por John W. Dunn.
| N.º | Titulo                       | Director           | Lanzamiento             |
| --- | ---------------------------- | ------------------ | ----------------------- |
| 1   | "Hiss and Hers"              | Gerry Chiniquy     | 3 de julio de 1972      |
| 2   | "Support Your Local Serpent" | Art Davis          | 9 de julio de 1972      |
| 3   | "Nippon Tuck"                | Gerry Chiniquy     | 16 de julio de 1972     |
| 4   | "Punch and Judo"             | Art Davis          | 23 de julio de 1972     |
| 5   | "Love and Hisses"            | Gerry Chiniquy     | 3 de agosto de 1972     |
| 6   | "Camera Bug"                 | Art Davis          | 6 de agosto de 1972     |
| 7   | "Yokohama Mama"              | Gerry Chiniquy     | 24 de diciembre de 1972 |
| 8   | "Blue Racer Blues"           | Art Davis          | 31 de diciembre de 1972 |
| 9   | "The Boa Friend"             | Gerry Chiniquy     | 11 de febrero de 1973   |
| 10  | "Wha and Eggs"               | Art Davis          | 18 de febrero de 1973   |
| 11  | "Killarney Blarney"          | Gerry Chiniquy     | 16 de mayo de 1973      |
| 12  | "Blue Aces Wild"             | Gerry Chiniquy     | 16 de mayo de 1973      |
| 13  | "Fowl Play"                  | Bob McKimson       | 1 de junio de 1973      |
| 14  | "Freeze a Jolly Good Yellow" | Sid Marcus         | 1 de junio de 1973      |
| 15  | "Snake Preview"              | Cullen Houghtaling | 10 de agosto de 1973    |
| 16  | "Aches and Snakes"           | David Deneen       | 10 de agosto de 1973    |
| 17  | "Little Boa Peep"            | Bob Balsar         | 16 de enero de 1974     |

## Otras Apariciones
The Blue Racer (o una serpiente igual que él) apareció en el cortometraje de 1978 de La Pantera Rosa Pink Tails For Two donde confundió la cola de la pantera por una serpiente hembra. En este corto el no habla ni se mueve con una super velocidad.